# Makowiska (województwo łódzkie)
Makowiska – wieś w Polsce położona w województwie łódzkim, w powiecie pajęczańskim, w gminie Pajęczno.
Wieś kapituły katedralnej gnieźnieńskiej w powiecie radomszczańskim województwa sieradzkiego w końcu XVI wieku. W latach 1975–1998 miejscowość administracyjnie należała do województwa częstochowskiego.

## Zabytki
Według rejestru zabytków Narodowego Instytutu Dziedzictwa na listę zabytków wpisany jest obiekt:
- cmentarz rzymskokatolicki (cz. stara), nr rej.: A/502/89 z 21.11.1989
- Zespół dworsko-parkowy - 08.05.2023